# Leegmoor
Das Leegmoor ist ein Naturschutzgebiet in der niedersächsischen Gemeinde Surwold in der Samtgemeinde Nordhümmling im Landkreis Emsland.

## Allgemeines
Das Naturschutzgebiet mit dem Kennzeichen NSG WE 136 ist rund 450 Hektar groß. Es ist vollständig Bestandteil des rund 461 Hektar großen, gleichnamigen FFH-Gebietes sowie des rund 6.441 Hektar großen EU-Vogelschutzgebietes „Esterweger Dose“. Im Osten grenzt es direkt an das Naturschutzgebiet „Melmmoor/Kuhdammoor“. Das Gebiet steht seit dem 19. März 1983 unter Naturschutz. Zuständige untere Naturschutzbehörde ist der Landkreis Emsland.

## Beschreibung

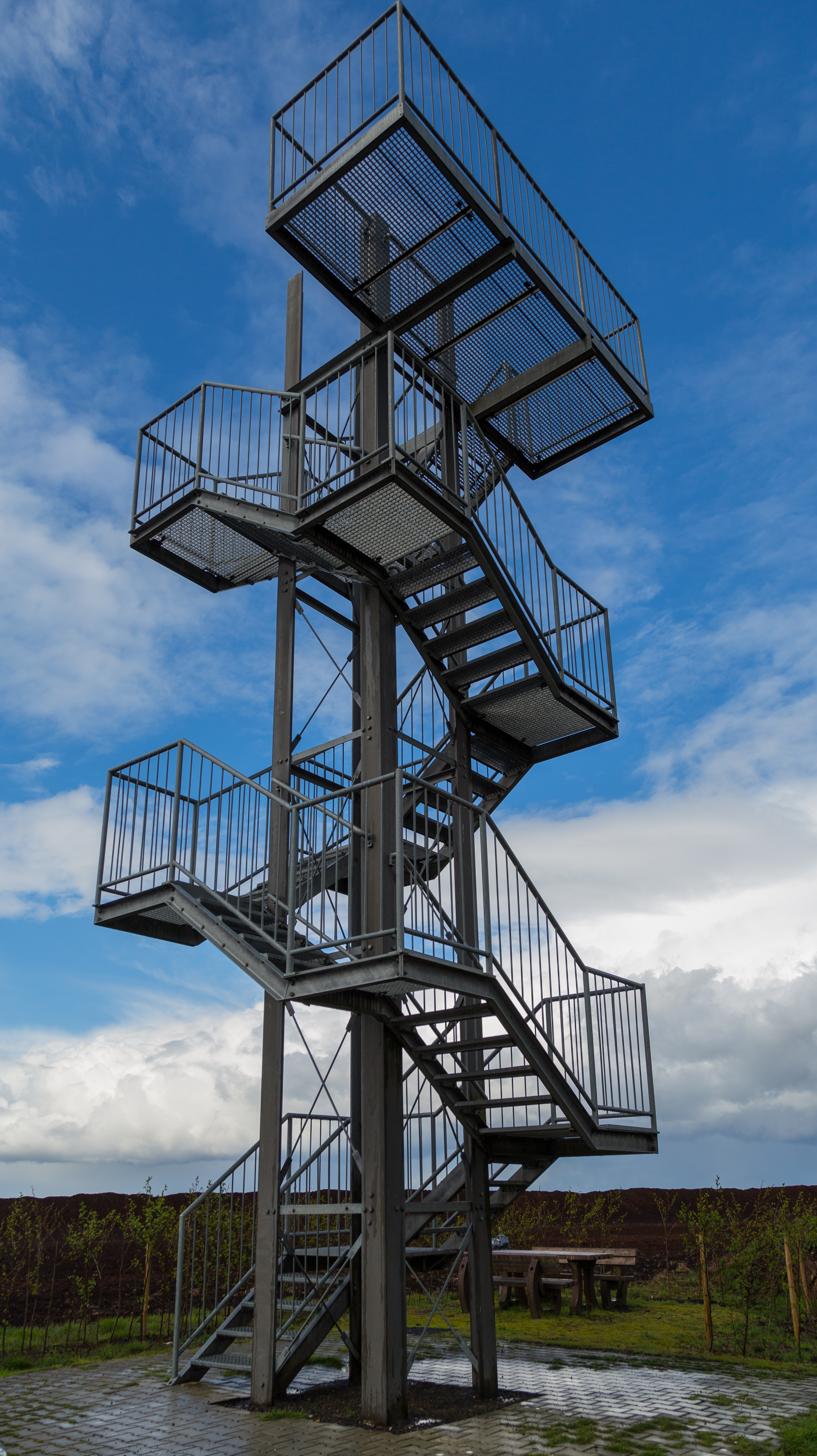
Aussichtsturm am Leegmoor

Das Naturschutzgebiet liegt südöstlich von Papenburg in einer Moorniederung südlich des Küstenkanals am Rande der Esterweger Dose. Es wird von unterschiedlichen Moorlebensräumen geprägt. Im Süden des Naturschutzgebietes befindet sich ein nicht abgetorftes Hochmoorgebiet („Timpemoor“). Hier sind Hochmoorgrünland und Hochmoorheide zu finden. Der Norden des Naturschutzgebietes wird von einem abgetorften Hochmoor geprägt, das im Rahmen des ersten Teils des niedersächsischen Moorschutzprogramms (aus dem Jahr 1981) vollständig renaturiert wurde. Nach dem Ende des industriellen Torfabbaus im Leegmoor wurde hierfür das Erprobungs- und Entwicklungsvorhaben „Wiedervernässung abgebauter Schwarztorfflächen im Leegmoor“ aufgelegt, mit dem erstmals die Wiedervernässung von Schwarztorfabbauflächen untersucht werden sollte. Bis dahin war nur die Wiedervernässung von Weißtorfabbauflächen durchgeführt worden. Für das Vorhaben wurde ein etwa 60 Hektar großes Gebiet vorbereitet, das nach der Abtorfung zunächst völlig vegetationsfrei war. Es wurde in den Jahren 1983 und 1984 wiedervernässt. Bis 1996 wurde die Entwicklung des Gebietes wissenschaftlich begleitet.
Im südlichen Teil des Moors steht ein stählerner, etwa 10 Meter hoher Aussichtsturm, der einen sehr guten Blick in das Schutzgebiet erlaubt.
Das Naturschutzgebiet ist größtenteils von landwirtschaftlichen Nutzflächen umgeben. Es wird von mehreren Gräben zum Küstenkanal entwässert.